# Устекинумаб
Устекинумаб — лекарственный препарат, моноклональное антитело, ингибитор интерлейкина. Одобрен для применения: ЕС, США (2009).

## Механизм действия
ингибитор IL-12 и IL-23

## Показания
- умеренная и тяжелая форма бляшечного псориаза у пациентов, которым показана фототерапия или системная терапия
- активная форма псориатического артрита
- Болезнь Крона
- Язвенный колит[2]

## Противопоказания
- Гиперчувствительность

## Способ применения
подкожная инъекция, внутривенная инфузия.